# Matthieu II Izmirlian
Matthieu II Izmirlian (en arménien Մատթևոս Բ Իզմիրլյան), Matthieu II de Constantinople ou Matt‘ēos II Kostandnupolsec‘i (Մատթևոս Բ Կոնստանդնուպոլսեցի ; né le 22 février 1845, mort le 11 décembre 1910) est Patriarche arménien de Constantinople de 1894 à 1896 et en 1908 puis Catholicos de l'Église apostolique arménienne de 1908 à 1910.

## Biographie
Ordonné prêtre en 1869, il est d'abord Primat des Arméniens d'Égypte de 1886 à 1890. Revenu à Constantinople, l’archevêque Matthieu Izmirlian est élu Patriarche arménien de Constantinople en 1894. Il doit renoncer à son siège en 1896 lors des massacres de l’époque du sultan ottoman Abdülhamid II et il est remplacé par le prélat et historien Malachia Ormanian (1896-1908).
Exilé puis rappelé en 1908 à Constantinople, il est élu Catholicos sur le siège pontifical d’Etchmiadzin le 1er novembre 1908. En 1909, par Constantinople et Odessa, il se rend à Saint-Pétersbourg où il rencontre le Tsar Nicolas II en juillet et où il plaide pour le sort des membres des « Comités arméniens de Russie » emprisonnés. De retour à Etchmiadzin, il meurt en 1910 après seulement deux ans de catholicossat.